# Dichagyris fidelis
Dichagyris fidelis is een vlinder uit de familie uilen (Noctuidae). De wetenschappelijke naam is voor het eerst geldig gepubliceerd in 1903 door Joannis.
De soort komt voor in Europa.